# Eisdom

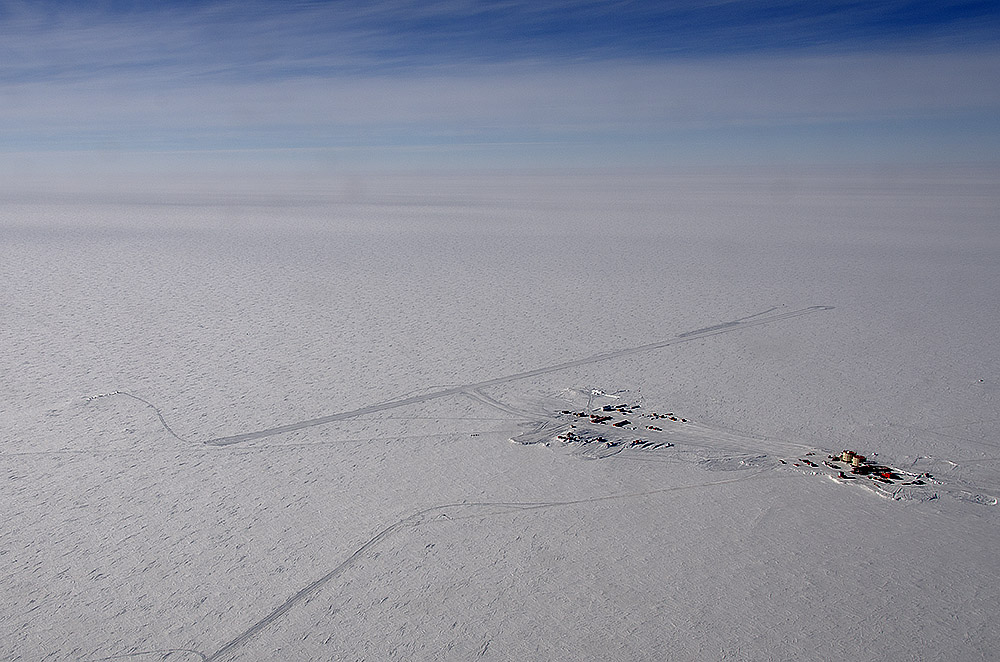
Der Eisdom Dome Charlie und die Forschungsstation Concordia aus der Luft

Ein Eisdom (englisch ice dome) ist eine runde kuppelförmige Fläche eines Eisschilds oder einer Eiskappe. Sein Gefälle ist gering, und er besitzt oft eine große Ausdehnung ohne klare Begrenzung. Die mit dem geringen Gefälle verbundene geringe Fließgeschwindigkeit des Eises macht Eisdome zu bevorzugten Zielen von Eiskernbohrungen.
Eisdome von Eisschilden können bis zu 3000 Meter dick sein, die von Eiskappen einige hundert Meter.

## Beispiele für Eisdome
- Allen Knoll
- Dome Argus
- Dome B
- Dome Charlie
- Dome Fuji
- Titan Dome
- Turnback Dome